# Gentiana hooperi
Gentiana hooperi är en gentianaväxtart som beskrevs av J.S. Pringle. Gentiana hooperi ingår i släktet gentianor, och familjen gentianaväxter. Inga underarter finns listade i Catalogue of Life.